# Legújabb kor
A legújabb kor bizonyos történelmi felfogás szerint azt a történelmi korszakot jelöli, amely az újkor után következik. 
A fogalom a marxista történelemszemlélet alapján honosodott meg elsősorban a volt szocialista országok történettudományában. Kezdetét az 1917-es oroszországi bolsevik forradalomtól („Nagy Októberi Szocialista Forradalom”) számították.
A nyugati világ történettanításában nincs legújabb kor, a történelmet az őskor-ókor-középkor-újkor (ezen belül korai újkor és modern kor) felosztásban tárgyalják, ahol az újkor (modern kor) egészen máig tart. Újabban a magyar történelemszemlélet is ezt a felosztást követi. 
A legújabb korhoz némileg hasonló fogalom az angolszász és német történelemszemléletben elterjedt kortárs történelem (angol: Contemporary history, német: Zeitgeschichte). Ez a korszak a második világháború óta eltelt időszakot öleli fel. A kortárs történelmet a legújabb kor fogalmától eltérően az újkor részének tekintik. A kortárs történelembe csak a legalább két évvel ezelőtt történt eseményeket sorolják, a frissebb események nem a történelem, hanem a politika témakörébe tartoznak.
A francia és spanyol nyelvű történettudomány ugyanakkor a francia forradalom kezdetétől máig tartó egész időszakot „kortárs érának” nevezi (francia Époque contemporaine, spanyol: Edad Contemporánea), és azt – a legújabb kor fogalmához hasonlóan – különválasztják az azt megelőző „újkortól” (Époque moderne, Edad Moderna – itt tulajdonképpen „korai újkor” értelemben).